# 1058 (szám)
Az 1058 (római számmal: MLVIII) az 1057 és 1059 között található természetes szám.

## A szám a matematikában
A tízes számrendszerbeli 1058-as a kettes számrendszerben 10000100010, a nyolcas számrendszerben 2042, a tizenhatos számrendszerben 422 alakban írható fel.
Az 1058 páros szám, összetett szám. Kanonikus alakja 21 · 232, normálalakban az 1,058 · 103 szorzattal írható fel. Hat osztója van a természetes számok halmazán, ezek növekvő sorrendben: 1, 2, 23, 46, 529 és 1058.
Az 1058 két szám valódiosztó-összegeként áll elő, ezek az 1192 és az 1606.

## Csillagászat
- 1058 Grubba kisbolygó